# Barbara Louis
Barbara Louis es una deportista francopolinesia que compite en taekwondo. Ganó una medalla de bronce en el Campeonato de Oceanía de Taekwondo de 2018 en la categoría de –49 kg.

## Palmarés internacional
| Campeonato de Oceanía | Campeonato de Oceanía | Campeonato de Oceanía | Campeonato de Oceanía |
| Año                   | Lugar                 | Medalla               | Categoría             |
| --------------------- | --------------------- | --------------------- | --------------------- |
| 2018                  | Mahina (Francia)      | Medalla de bronce     | –49 kg                |